# (61402) Franciseveritt
(61402) Franciseveritt est un astéroïde de la ceinture principale.

## Description
(61402) Franciseveritt est un astéroïde de la ceinture principale. Il fut découvert le 25 août 2000 à Gnosca par Stefano Sposetti. Il présente une orbite caractérisée par un demi-grand axe de 2,53 UA, une excentricité de 0,17 et une inclinaison de 1,9° par rapport à l'écliptique.

## Compléments